# CREG1
CREG1 (англ. Cellular repressor of E1A stimulated genes 1) – білок, який кодується однойменним геном, розташованим у людей на короткому плечі 1-ї хромосоми.  Довжина поліпептидного ланцюга білка становить 220 амінокислот, а молекулярна маса — 24 075.
| 10         |  | 20         |  | 30         |  | 40         |  | 50         |
| ---------- |  | ---------- |  | ---------- |  | ---------- |  | ---------- |
| MAGLSRGSAR |  | ALLAALLAST |  | LLALLVSPAR |  | GRGGRDHGDW |  | DEASRLPPLP |
| PREDAARVAR |  | FVTHVSDWGA |  | LATISTLEAV |  | RGRPFADVLS |  | LSDGPPGAGS |
| GVPYFYLSPL |  | QLSVSNLQEN |  | PYATLTMTLA |  | QTNFCKKHGF |  | DPQSPLCVHI |
| MLSGTVTKVN |  | ETEMDIAKHS |  | LFIRHPEMKT |  | WPSSHNWFFA |  | KLNITNIWVL |
| DYFGGPKIVT |  | PEEYYNVTVQ |  |            |  |            |  |            |

A: Аланін

C: Цистеїн

D: Аспарагінова кислота

E: Глутамінова кислота

F: Фенілаланін

G: Гліцин

H: Гістидин

I: Ізолейцин

K: Лізин

L: Лейцин

M: Метіонін

N: Аспарагін

P: Пролін

Q: Глутамін

R: Аргінін

S: Серин

T: Треонін

V: Валін

W: Триптофан

Задіяний у такому біологічному процесі як регуляція росту. 
Секретований назовні.